# Скидаљ
Скидаљ или Скидељ (блр. Скідзель (историјски и званични назив), Скідаль (назив који користе локални становници); рус. Скидель) град је у западном делу Републике Белорусији. Административно припада Гродњенском рејону Гродњенскњ области. 
Према процени из 2012. у граду је живело 10.574 становника.

## Географија
Град се налази на крајњем западу Гродњенске области, на реци Скидљанки, око 30 км источније од административног центра области Гродна. 

## Историја
Први писани подаци о граду потичу из 1501. где се Скидаљ помиње као насеље у саставу Гродњенског повјата Троцког војводства у Великој Кнежевини Литванији. Постаје центром политичког живота земље након што је у њему 1588. саграђено краљевско имање. Од 1615. град постаје феудалним поседом књажева Радзивила и у то време долази до знатнијег развоја привреде, посебно пиварства и кожарства. 
Град је 1795. постао делом Руске Империје у чијем саставу је остао све до 1921. када је прешао у пољске руке. Осамнаест година касније, 1939. Скидаљ постаје делом тадашње Белоруске ССР. 

## Становништво
Према процени, у граду је 2012. живело 10.574 становника.
| 1979. | 1989.  | 1999.  | 2009.  | 2012.  |
| ----- | ------ | ------ | ------ | ------ |
| 9.225 | 10.924 | 10.924 | 10.869 | 10.574 |

## Саобраћај
Град се налази на раскрсници друмских праваца Е26 и М6 Минск—Гродно и Р41 Слоним—Деречин—Масти—Поречје. Такође кроз град пролази и железница.